# César Gaviria
César Gaviria (teljes nevén: César Gaviria Trujillo) (Kolumbia, Risaralda megye, Pereira, 1947. március 31. –) kolumbiai közgazdász, politikus,  1990–94 között a Kolumbiai Köztársaság 28. államelnöke.

## Élete
1973-tól Pereira polgármestere, egy évvel később már a Partido Liberal (Liberális Párt, PL) parlamenti képviselője, 1978-tól fejlesztési miniszterhelyettes. 1986-ban az akkor hivatalba lépő Virgilio Barco Vargas a pénzügyi tárca vezetésével bízta meg, majd egy év múlva tárca nélküli miniszter volt 1989-ig. 1990-ben a liberálisok jelöltjeként választották meg államelnöknek. Kolumbia alkotmánya szerint az államelnök csak egy ciklust tölthet ki, újra nem választható, így mandátuma végén, 1994-ben leköszönt.
Gaviria egyik legnagyobb problémáját - és egyben sikerét is - a kolumbiai kábítószermaffia tevékenysége jelentette. Az 1990-es választásra készülve a liberálisok eredetileg Luis Carlos Galánt indították elnökjelöltként, aki azonban a legnagyobb kábítószermaffiával, Pablo Escobarral szembeni kemény leszámolást hirdetett. Galánt 1989-ben gyilkoltatta meg Escobar, így lett elnökjelölt Gaviriából. Gavrilát (akinek a vezetékneve csak véletlen folytán egyezik Pablo Emilio Escobar Gaviria második nevével) 1990-ben államelnöknek választották, és ekként folytatta tovább a küzdelmet Pablo Escobar ellen. Ennek családi áldozata is volt: 1991-ben meggyilkolták az elnök unokatestvérét. A maffiavezér 1991-ben börtönbe került, ám egy évvel később kisétált onnan, és végül csak 1993-ban tudták lelőni egy rajtaütés során. Ez részben César Gaviria sikere volt, ugyanakkor ettől még nem szűnt meg Kolumbia narkóköztársaságként működni: a kokatermelő parasztok legfőbb bevételi forrása továbbra is a cserjeértékelés volt, ráadásul Escobar üldöztetése alatt átrendeződött a helyi maffiák súlya is: más kereskedők kerültek előtérbe, az egymással és a közigazgatás dolgozóival szembeni leszámolások tovább folytak.
Államelnökségének lezárultával is aktív maradt a közéletben: a 2000-es években az Amerikai Államok Szervezetének főtitkára volt, közvetítőként lépett fel a venezuelai válság idején. majd a Latinamerikai Drog- és Demokráciabizottság tagjaként küzdött a térség kábítószer-kereskedelme ellen.
Az ő nevét viseli a Pereira és Dosquebradas között húzódó César Gaviria Trujillo völgyhíd.
| Elődje: Virgilio Barco Vargas | Kolumbia államelnöke 1990–1994 | Utódja: Ernesto Samper |